# Cantonul La Côte-Saint-André
Cantonul La Côte-Saint-André este un canton din arondismentul Vienne, departamentul Isère, regiunea Rhône-Alpes, Franța.

## Comune
- Arzay
- Balbins
- Bossieu
- Champier
- Commelle
- La Côte-Saint-André (reședință)
- Faramans
- Gillonnay
- Mottier
- Nantoin
- Ornacieux
- Pajay
- Penol
- Saint-Hilaire-de-la-Côte
- Sardieu
- Semons